# Pierre-Jean Le Bouhellec
Pierre Jean Le Bouhellec est un homme politique français né le 14 novembre 1763 à Bignan (Morbihan) et décédé le 10 décembre 1838 à Vannes (Morbihan).
Avocat, il est administrateur du Morbihan en 1789, puis président de canton. Il est nommé conseiller de préfecture en 1800 et juge suppléant au tribunal de première instance de Vannes. Il est député du Morbihan en 1815, pendant les Cent-Jours.

## Distinctions
- Chevalier de la Légion d'honneur (25 aout 1834)[1]

## Sources
- « Pierre-Jean Le Bouhellec », dans Adolphe Robert et Gaston Cougny, Dictionnaire des parlementaires français, Edgar Bourloton, 1889-1891 [détail de l’édition]
- Sa fiche sur le site de l'Assemblée nationale